# Gerrit Keizer
Gerard Pieter (Gerrit) Keizer, ook bekend als Gerrit Keyser, (Amsterdam, 18 augustus 1910 - aldaar, 5 december 1980) was een Nederlandse voetballer, die vooral bekend was als doelverdediger bij Ajax en Arsenal. Gerrit Keizer was een van de eerste Nederlandse profvoetballers. Lang werd gedacht dat hij de eerste was, tot bekend werd dat Gerrit Visser eerder was. Hij was wel de eerste Nederlander die prijzen pakte in Engeland.

## Sportcarrière
Keizer kwam in 1926 als talentvolle zestienjarige linksbuiten bij Ajax terecht. Door omstandigheden ging hij een keer keepen en dat ging hem zo goed af, dat hij twee jaar later als doelman debuteerde in het eerste elftal. In totaal speelde hij toen vier wedstrijden als vervanger van de op dat moment geblesseerde keeper Jan de Boer.

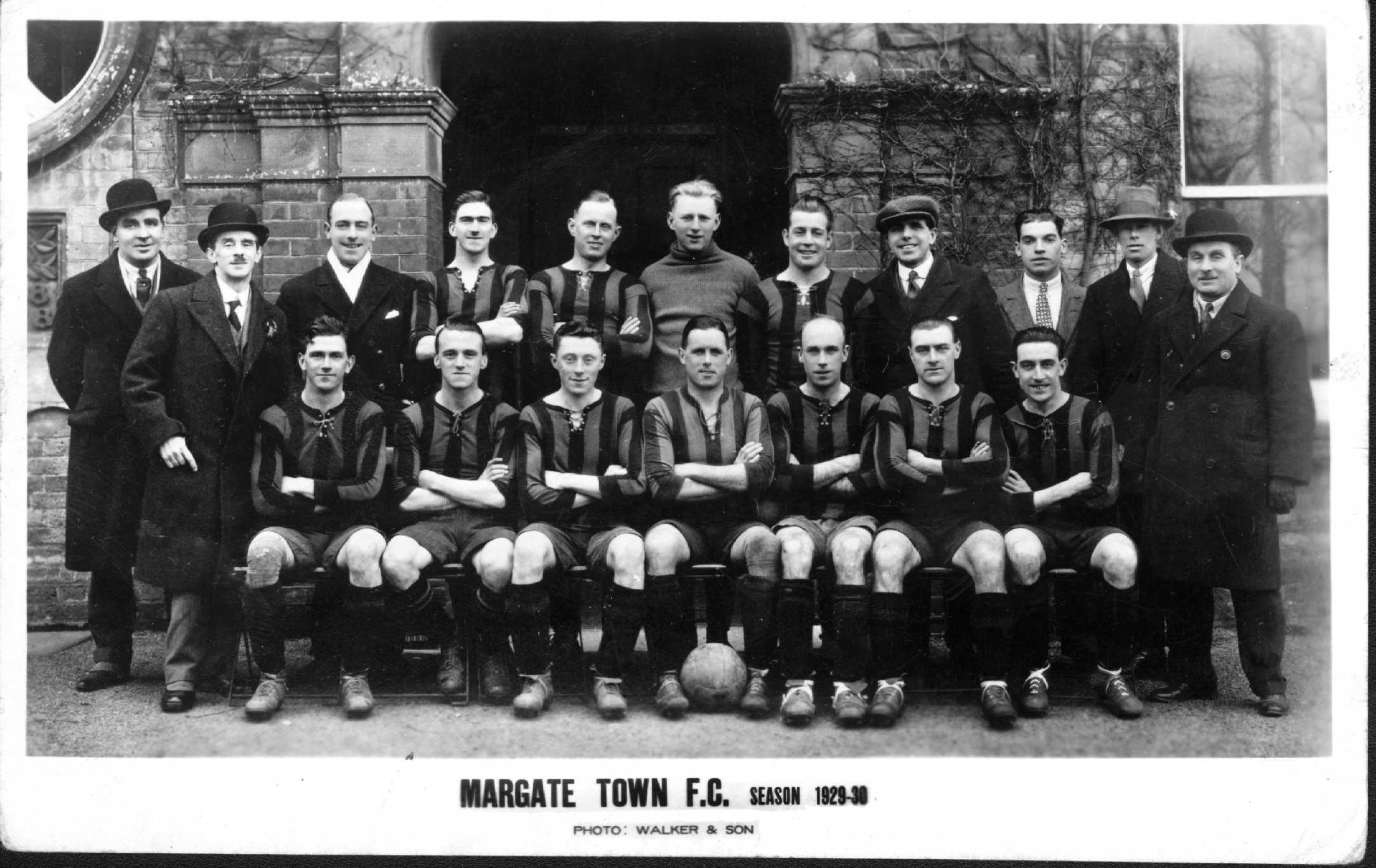
Keizer in het Margate-team van 1929-1930

Keizer vertrok naar Londen om daar te werken als groenteman. Aanvankelijk speelde hij als amateur bij Margate, waarmee hij in het seizoen 1929-1930 tweede werd in de Kent League Division 1. Omdat hij op hoger niveau wilde spelen, meldde hij zich aan bij Arsenal. Daar werd hij als profvoetballer, tegen een vergoeding van zes pond per week, in de selectie opgenomen. Na interventie door de Britse minister van arbeid werd hij echter weer onbezoldigd amateur. In augustus 1930 debuteerde hij onder trainer Herbert Chapman als eerste Nederlander in het eerste elftal van Arsenal, in een wedstrijd tegen Blackpool. In totaal zou hij in dat seizoen in zeventien wedstrijden het doel van Arsenal verdedigen en als eerste Nederlander kampioen van de First Division worden, de eerste landstitel voor de Gunners. Ook won Keizer met Arsenal dat jaar het Charity Shield. De legende wil, dat hij in die periode niet alleen als keeper voor Arsenal speelde, maar ook ieder weekend naar Nederland vloog om op zondag voor Ajax te keepen. Dat zou hem de bijnaam de vliegende keep (en in Engeland the Flying Dutchman) opgeleverd hebben. Dit zou volgens Jan van der Mast in een artikel in Hard Gras (2012) echter niet kloppen. Na Arsenal speelde Keizer in Engeland ook nog voor Charlton Athletic in de tweede divisie en Queens Park Rangers in de derde divisie zuid, waarna hij definitief naar Nederland terugkeerde.
In de jaren na de Tweede Wereldoorlog had Ajax slechts weinig geld te besteden en dus ook nauwelijks geld voor tenues. Keizer kon door zijn contacten bij Arsenal gemakkelijk wat dozen met Arsenal-shirts regelen. Zo kon het gebeuren dat Ajax op 6 juli 1947 - in de wedstrijd tegen N.E.C. - in Arsenal-shirts kampioen van Nederland werd.
Om rond te komen (profvoetbal bestond nog niet in Nederland) zat Keizer ook tijdens zijn Ajax-jaren in de groentehandel en exporteerde veel naar Engeland. Een deel van de verdiende ponden verduisterde hij om ze in Nederland op de zwarte markt om te wisselen. Kort voor het einde van zijn carrière werd bekend dat Keizer duizenden Britse ponden had gesmokkeld, volgens de legende in een leren voetbal. Hij kreeg daarvoor in 1947 een gevangenisstraf van zes maanden en boetes van in totaal dertigduizend gulden (huidige waarde 184.000 euro). De boetes werden in hoger beroep teruggebracht tot 8000 gulden.
Keizer speelde twee wedstrijden voor het Nederlands elftal. 
Van zijn debuut op 1 april 1929 tegen Stormvogels tot zijn laatste wedstrijd op 4 januari 1948 tegen De Volewijckers speelde Keizer in totaal 302 wedstrijden in het eerste elftal van Ajax. Na zijn carrière als doelman werd Keizer ondanks zijn strafblad lid van verdienste van Ajax en nam hij bovendien zitting in het bestuur.

## Clubs
- 1929-1930: Ajax (4 wedstrijden)
- 1929-1930: Margate FC
- 1930-1931: Arsenal (12 wedstrijden)
- 1931-1932: Charlton Athletic (17 wedstrijden)
- 1932-1933: Queens Park Rangers
- 1933-1948: Ajax (298 wedstrijden)

## Nederlands elftal
- 26 april 1934 België - Nederland 2-4 (daarmee geplaatst voor het Wereldkampioenschap 1934 in Italië)
- 10 mei 1934 Nederland - Frankrijk 4-5 (vriendschappelijk)

## Erelijst
Ajax
- Landskampioen: 1934, 1937, 1939, 1947
- Afdelingskampioen Eerste Klasse (West): 1934, 1935, 1936, 1937, 1939, 1946, 1947
- NVB-beker: 1943
- Arol-beker: 1934, 1941 (vriendschappelijk)

 Arsenal
- Landskampioen 1931
- Charity Shield 1930